# Бамого, Хабиб
Хаби́б Бамого́ (фр. Habib Bamogo; род. 8 мая 1982, Париж, Франция) — французский футболист, нападающий буркинийского происхождения. В настоящее время игрок индонезийского футбольного клуба Персирам Раджа Ампат.
Прежде всего известен по выступлениям во французском чемпионате, а также за национальную сборную Буркина-Фасо.

## Клубная карьера
Родился 8 мая 1982 года в Париже. Воспитанник футбольной школы клуба «Клерфонтен».
Во взрослом футболе дебютировал в 2001 году выступлениями за «Монпелье», в котором провел три сезона, приняв участие в 111 матчах чемпионата.
Своей игрой за эту команду привлек внимание представителей тренерского штаба клуба «Олимпик Марсель», в состав которого присоединился летом 2004 года. За команду из Марселя Хабиб провел весь сезон 2004/05, забив пять мячей в 30 матчах, после чего был отдан в аренду в «Нант», где провел весь следующий сезон. Вернувшись в марсельский «Олимпик», Бамого сыграл за клуб ещё полгода, после чего перешёл на правах аренды в испанскую «Сельту».
Летом 2007 года на правах аренды на сезон перешёл в «Ниццу», которая после завершения аренды выкупила контракт игрока.
Летом 2011 года перешёл на правах свободного агента в «Панетоликос», но так и не заиграл и через полгода стал игроком английского «Донкастер Роверс», выступавший в Чемпионшип.
В состав клуба «Ботев» (Пловдив) присоединился на правах свободного агента в октябре 2012 года. Однако и здесь Хабиб не смог произвести впечатление на тренерский штаб и был отпущен 22 февраля 2013 года, сыграв только 5 игр за клуб в болгарском чемпионате.

## Выступления за сборную
В 2003 году вызывался в состав молодёжной сборной Франции.
В 2009 году дебютировал в официальных матчах в составе национальной сборной Буркина-Фасо.
В составе сборной был участником Кубка африканских наций 2010 года в Анголе, сыграв в обоих матчах своей сборной на турнире. Сыграл в сборной 7 матчей, забил 1 гол.